# Новосадов, Андрей Николаевич
Андре́й Никола́евич Новоса́дов (род. 27 марта 1972 года, Москва, СССР) — российский футболист, выступавший на позиции вратаря, и футбольный тренер. Известен по выступлениям за столичный ЦСКА, «КАМАЗ» из Набережных Челнов, нижегородский «Локомотив», московский «Торпедо-Металлург» и воронежский «Факел». В 2001 году стал первым в истории России и, до 2024 года, последним вратарём, забившим гол в матче чемпионата России.

## Биография
Воспитанник СДЮСШОР ЦСКА (первый тренер — Николай Дмитриевич Козлов). Известен по выступлениям за футбольный клуб ЦСКА (Москва), игрок второго (до 1991 года, 1993) и основного состава ЦСКА (1994—2001; с перерывом на март — июль 2000 года). В 2004 году защищал ворота «Факела», игравшего во втором дивизионе, зоне «Центр»: пропустив в 29 матчах 17 мячей, он помог клубу выйти в первый дивизион. Завершил свою игровую карьеру в 2006 году.
С 2008 по май 2017 и с января 2018 года — тренер вратарей подольского «Витязя». С 2018 года также тренер СШ «Витязь».
Сыграл один матч в составе сборной России 18 ноября 1998. Бразилия — Россия 5:1. 59 минут, был заменён; пропустил 4 мяча
В сентябре 2009 года после увольнения Сергея Балахнина стал и. о. главного тренера подольского «Витязя», выступавшего в Первом дивизионе. В дальнейшем — тренер вратарей в команде «Витязь» и ДЮСШ.

## Достижения
- Бронзовый призёр чемпионата России: 1999 (ЦСКА)
- Серебряный призёр чемпионата России: 1998 (ЦСКА)
- Первое место в Первой лиге России (зона «Центр»): 1992 («КАМАЗ»; выход в высшую лигу)
- Первое место в Втором дивизионе России (зона «Центр»): 2004 («Факел»; выход в Первый дивизион)
- В списке 33-х лучших футболистов России (1): № 3 — 1998
- Сыграл 55 матчей в чемпионате России на «0» (из 168 сыгранных)

## Забитые голы
8 сентября 2001 года Новосадов в матче 1/16 финала Кубка России «Нефтехимик» Нижнекамск — «Торпедо-ЗИЛ» (0:3) забил гол с пенальти, а 22 сентября стал первым вратарём, забившим гол в чемпионате России. На 47-й минуте домашнего матча 25-го тура с клубом «Факел» Воронеж при счёте 0:0 москвичи получили право на пенальти, который Новосадов реализовал точным ударом в правую «девятку». Матч закончился со счётом 3:1 в пользу «Торпедо-ЗИЛ», и эта победа была очень важна для клуба в борьбе за выживание в высшем дивизионе, так как по итогам чемпионата-2001 он занял спасительное 14 место, опередив на 3 очка как раз воронежский «Факел».